# Dong Feng
Dong Feng (chiń. 董奉; ur. w 1980) – chiński sztangista.
Brązowy medalista mistrzostw świata (2006) w podnoszeniu ciężarów. Startował w wadze superciężkiej (powyżej 105 kg).

## Osiągnięcia

### Mistrzostwa świata
- Santo Domingo 2006 –  brązowy medal (waga superciężka)